# 菲茨羅伊島
68°11′S 66°58′W / 68.183°S 66.967°W
菲茨羅伊島是南極洲的島嶼，位於葛拉漢地西岸的內尼灣，處於斯托寧頓島南端以東1公里，該島嶼在1936年被英國的探險隊發現。